# Mérélessart
Mérélessart é uma comuna francesa na região administrativa de Altos da França, no departamento de Somme. Estende-se por uma área de 3,74 km². Em 2010 a comuna tinha 201 habitantes (densidade: 53,7 hab./km²).